# Nordische Junioren-Skiweltmeisterschaften 2024
Die 47. Nordischen Junioren-Skiweltmeisterschaften und die in diesem Rahmen ausgetragenen 19. U23-Langlauf-Weltmeisterschaften fanden vom 5. bis zum 11. Februar 2024 im slowenischen Planica statt. Die Sprungwettbewerbe fanden auf den Bloudkova-Schanzen statt, die Langlaufwettbewerbe im angrenzenden Langlaufstadion.

## Medaillenspiegel

### Medaillenspiegel U23
| Platz  | Land               |   |   |   |    |
| ------ | ------------------ | - | - | - | -- |
| 1      | Norwegen           | 2 | 3 | 2 | 7  |
| 2      | Kanada             | 2 | 0 | 0 | 2  |
| 3      | Frankreich         | 1 | 1 | 1 | 3  |
| 3      | Schweiz            | 1 | 1 | 1 | 3  |
| 5      | Deutschland        | 1 | 0 | 0 | 1  |
| 6      | Vereinigte Staaten | 0 | 1 | 1 | 2  |
| 7      | Finnland           | 0 | 1 | 0 | 1  |
| 8      | Schweden           | 0 | 0 | 2 | 2  |
| Gesamt | Gesamt             | 7 | 7 | 7 | 21 |

### Medaillenspiegel Junioren
| Platz  | Land               |    |    |    |    |
| ------ | ------------------ | -- | -- | -- | -- |
| 1      | Österreich         | 4  | 2  | 1  | 7  |
| 2      | Schweden           | 3  | 1  | 1  | 5  |
| 3      | Norwegen           | 2  | 2  | 6  | 10 |
| 4      | Deutschland        | 2  | 2  | 4  | 8  |
| 5      | Slowenien          | 2  | 1  | 1  | 4  |
| 6      | Japan              | 1  | 2  | 0  | 3  |
| 7      | Italien            | 1  | 1  | 2  | 4  |
| 8      | Andorra            | 1  | 1  | 1  | 3  |
| 9      | Finnland           | 1  | 0  | 0  | 1  |
| 10     | Vereinigte Staaten | 0  | 4  | 0  | 4  |
| 11     | Schweiz            | 0  | 1  | 0  | 1  |
| 12     | Polen              | 0  | 0  | 1  | 1  |
| Gesamt | Gesamt             | 17 | 17 | 17 | 51 |

## Skilanglauf U23 Männer

### Sprint Freistil
| Platz | Sportler                | Land               |
| ----- | ----------------------- | ------------------ |
| 1     | Aleksander Elde Holmboe | Norwegen           |
| 2     | Matz William Jenssen    | Norwegen           |
| 3     | John Steel Hagenbuch    | Vereinigte Staaten |
| 4     | Gaspard Rousset         | Frankreich         |
| 5     | Ilan Pittier            | Schweiz            |
| 6     | Emil Danielsson         | Schweden           |
| 7     | Jan Stölben             | Deutschland        |
| 8     | Måns Skoglund           | Schweden           |
| 9     | Nejc Štern              | Slowenien          |
| 10    | Preben Horven           | Norwegen           |
| 11    | Emil Liekari            | Finnland           |
| 12    | Bernat Sellés Gasch     | Spanien            |

Datum: 6. Februar 2024

Es waren 79 Teilnehmer am Start.

Weitere Teilnehmer aus deutschsprachigen Ländern:

 Marius Kastner: 14. Platz

 Christian Steiner: 16. Platz

 Antonin Savary: 20. Platz

 Elias Keck: 23. Platz

 Noe Näff: 29. Platz

 Pierrick Cottier: 32. Platz

 Jakob Pölzleitner: 49. Platz

 Erik Engel: 63. Platz

### 20 km Freistil Massenstart
| Platz | Sportler                 | Land       | Zeit (min) |
| ----- | ------------------------ | ---------- | ---------- |
| 1     | Mathis Desloges          | Frankreich | 46:37,3    |
| 2     | Martin Kirkeberg Mørk    | Norwegen   | 46:55,1    |
| 3     | Fabrizio Albasini        | Schweiz    | 47:01,5    |
| 4     | Mathias Holbæk           | Norwegen   | 47:37,2    |
| 5     | Rémi Bourdin             | Frankreich | 47:58,7    |
| 6     | Martino Carollo          | Italien    | 48:10,4    |
| 7     | Gaspard Rousset          | Frankreich | 48:16,3    |
| 8     | Julien Arnaud            | Frankreich | 48:16,4    |
| 9     | Edvard Sandvik           | Norwegen   | 48:20,7    |
| 10    | Thomas Linnebo Mollestad | Norwegen   | 48:22,3    |

Datum: 8. Februar 2024

Es waren 76 Teilnehmer am Start.

Weitere Teilnehmer aus deutschsprachigen Ländern:

 Nicola Wigger: 20. Platz

 Antonin Savary: 23. Platz

 Pierrick Cottier: 25. Platz

 Jan Stölben: 26. Platz

 Jan-Friedrich Doerks: 27. Platz

 Florian Ganner: 29. Platz

 Marius Kastner: 42. Platz

 Jakob Pölzleitner: 29. Platz

 Micha Büchel: 52. Platz

### 10 km klassisch
| Platz | Sportler                 | Land        | Zeit (min) |
| ----- | ------------------------ | ----------- | ---------- |
| 1     | Mathias Holbæk           | Norwegen    | 24:22,6    |
| 2     | Martin Kirkeberg Mørk    | Norwegen    | 24:25,7    |
| 3     | Edvard Sandvik           | Norwegen    | 24:42,5    |
| 4     | Jan-Friedrich Doerks     | Deutschland | 24:49,6    |
| 5     | Thomas Linnebo Mollestad | Norwegen    | 24:55,5    |
| 6     | Elias Keck               | Deutschland | 24:57,3    |
| 7     | Rémi Bourdin             | Frankreich  | 25:03,8    |
| 8     | Gaspard Rousset          | Frankreich  | 25:04,7    |
| 9     | Måns Skoglund            | Schweden    | 25:07,4    |
| 10    | Fabrizio Albasini        | Schweiz     | 25:07,9    |

Datum: 10. Februar 2024

Es waren 77 Teilnehmer am Start.

Weitere Teilnehmer aus deutschsprachigen Ländern:

 Nicola Wigger: 15. Platz

 Pierrick Cottier: 21. Platz

 Noe Näff: 23. Platz

 Erik Engel: 27. Platz

 Korbinian Heiland: 28. Platz

 Jan Stölben: 30. Platz

 Philip Wieser: 38. Platz

 Florian Ganner: 43. Platz

 Christian Steiner: 56. Platz

 Micha Büchel: 60. Platz

## Skilanglauf U23 Frauen

### Sprint Freistil
| Platz | Sportler               | Land        |
| ----- | ---------------------- | ----------- |
| 1     | Sonjaa Schmidt         | Kanada      |
| 2     | Hilla Niemelä          | Finnland    |
| 3     | Maria Hartz Melling    | Norwegen    |
| 4     | Verena Veit            | Deutschland |
| 5     | Marina Kälin           | Schweiz     |
| 6     | Ingrid Bergene Aabrekk | Norwegen    |
| 7     | Nadine Laurent         | Italien     |
| 8     | Liliane Gagnon         | Kanada      |
| 9     | Maëlle Veyre           | Frankreich  |
| 10    | Moa Hansson            | Schweden    |
| 11    | Tale Bruheim Breding   | Norwegen    |
| 12    | Magdalena Scherz       | Österreich  |

Datum: 6. Februar 2024

Es waren 55 Teilnehmerinnen am Start.

Weitere Teilnehmerinnen aus deutschsprachigen Ländern:

 Theresa Fürstenberg: 14. Platz

 Anja Weber: 15. Platz

 Nadja Kälin: 17. Platz

 Germana Thannheimer: 19. Platz

 Helen Hoffmann: 20. Platz

 Pierrick Cottier: 32. Platz

 Fabienne Alder: 38. Platz

 Anna-Maria Logonder: 42. Platz

### 20 km Freistil Massenstart
| Platz | Sportler          | Land               | Zeit (min) |
| ----- | ----------------- | ------------------ | ---------- |
| 1     | Marina Kälin      | Schweiz            | 48:58,6    |
| 2     | Haley Brewster    | Vereinigte Staaten | 48:59,9    |
| 3     | Maëlle Veyre      | Frankreich         | 49:03,1    |
| 4     | Novie McCabe      | Schweiz            | 49:03,4    |
| 5     | Liliane Gagnon    | Kanada             | 49:06,5    |
| 6     | Helen Hoffmann    | Deutschland        | 49:07,4    |
| 7     | Margrethe Bergane | Norwegen           | 49:25,1    |
| 8     | Sara Hutter       | Italien            | 49:36,2    |
| 9     | Kaidy Kaasiku     | Estland            | 50:10,2    |
| 10    | Keidy Kaasiku     | Estland            | 50:12,7    |

Datum: 8. Januar 2024

Es waren 50 Athletinnen am Start.

Weitere Teilnehmerinnen aus deutschsprachigen Ländern:

 Anja Weber: 16. Platz

 Germana Thannheimer: 26. Platz

 Magdalena Scherz: 28. Platz

 Sophie Lechner: 33. Platz

 Nadja Kälin: DNF

 Theresa Fürstenberg: DNF

 Magdalena Engelhardt: DNF

### 10 km klassisch
| Platz | Sportler          | Land        | Zeit (min) |
| ----- | ----------------- | ----------- | ---------- |
| 1     | Helen Hoffmann    | Deutschland | 27:38,0    |
| 2     | Nadja Kälin       | Schweiz     | 27:39,2    |
| 3     | Märta Rosenberg   | Schweden    | 27:42,7    |
| 4     | Elin Henriksson   | Schweden    | 27:43,9    |
| 5     | Margrethe Bergane | Norwegen    | 27:50,7    |
| 6     | Marina Kälin      | Schweiz     | 27:56,6    |
| 7     | Hilla Niemela     | Finnland    | 28:12,1    |
| 8     | Lisa Ingesson     | Schweden    | 28:13,9    |
| 9     | Liliane Gagnon    | Kanada      | 28:16,4    |
| 10    | Jasmine Drolet    | Kanada      | 28:20,6    |

Datum: 10. Februar 2024

Es waren 55 Athletinnen am Start.

Weitere Teilnehmerinnen aus deutschsprachigen Ländern:

 Verena Veit: 13. Platz

 Theresa Fürstenberg: 16. Platz

 Germana Thannheimer: 17. Platz

 Anja Weber: 18. Platz

## Skilanglauf U23 Mixed

### 4 × 5-km-Staffel
| Platz | Sportler                                                                   | Land               | Gesamtzeit (min) |
| ----- | -------------------------------------------------------------------------- | ------------------ | ---------------- |
| 1     | Derek Deuling Jasmine Drolet Max Hollmann Liliane Gagnon                   | Kanada             | 50:09,7          |
| 2     | Rémi Bourdin Julie Pierrel Mathis Desloges Maëlle Veyre                    | Frankreich         | 50:10,4          |
| 3     | Måns Skoglund Elin Henriksson Truls Gisselman Märta Rosenberg              | Schweden           | 50:10,5          |
| 4     | Jan-Friedrich Doerks Verena Veit Elias Keck Helen Hoffmann                 | Deutschland        | 50:11,2          |
| 5     | Nicola Wigger Nadja Kälin Fabrizio Albasini Marina Kälin                   | Schweiz            | 50:14,3          |
| 6     | Alessandro Chiocchetti Nadine Laurent Martino Carollo Sara Hutter          | Italien            | 51:40,6          |
| 7     | Mathias Holbæk Margrethe Bergane Martin Kirkeberg Mørk Maria Hartz Melling | Norwegen           | 50:57,5          |
| 8     | Olli-Pekka Laitila Hilla Niemela Emil Liekari Vilma Ryytty                 | Finnland           | 52:13,8          |
| 9     | Erik Engel Magdalena Engelhardt Florian Ganner Magdalena Scherz            | Österreich         | 53:22,7          |
| 10    | Brian Bushey Kendall Kramer John Steel Hagenbuch Haley Brewster            | Vereinigte Staaten | 53:33,4          |

Datum: 11. Februar 2024

## Skilanglauf Junioren

### Sprint Freistil
| Platz | Sportler             | Land       |
| ----- | -------------------- | ---------- |
| 1     | Lars Heggen          | Norwegen   |
| 2     | Anton Grahn          | Schweden   |
| 3     | Jonatan Lindberg     | Schweden   |
| 4     | Isai Näff            | Schweiz    |
| 5     | Teo Galli            | Italien    |
| 6     | Silvan Hauser        | Schweiz    |
| 7     | Jiří Tuž             | Tschechien |
| 8     | Filip Skari          | Norwegen   |
| 9     | Erik Bergström       | Schweden   |
| 10    | Aksel Artusi         | Italien    |
| 11    | Marc Collel Pantebre | Spanien    |
| 12    | Matyáš Bauer         | Tschechien |

Datum: 5. Februar 2024

Es waren 111 Teilnehmer am Start.

Weitere Teilnehmer aus deutschsprachigen Ländern:

 Roman Alder: 14. Platz

 Niklas Schmid: 18. Platz

 Toni Rollinger: 31. Platz

 Fabian Lindsberger: 40. Platz

 Kilian Kehrer: 41. Platz

 Philipp Moosmayer: 51. Platz

 Tom Emilio Wagner: 54. Platz

 Niclas Steiger: 55. Platz

 Janne Walcher: 62. Platz

### 20 km Freistil Massenstart
| Platz | Sportler         | Land               | Zeit (min) |
| ----- | ---------------- | ------------------ | ---------- |
| 1     | Jørgen Nordhagen | Norwegen           | 47:35,9    |
| 2     | Aksel Artusi     | Italien            | 49:47,1    |
| 3     | Davide Ghio      | Italien            | 49:51,5    |
| 4     | Filip Skari      | Norwegen           | 50:00,6    |
| 5     | Isai Näff        | Schweiz            | 50:05,3    |
| 6     | Alvar Myhlback   | Schweden           | 50:32,7    |
| 7     | Gabriele Matli   | Italien            | 50:50,6    |
| 8     | Teo Galli        | Italien            | 51:31,1    |
| 9     | Jack Lange       | Vereinigte Staaten | 51:44,3    |
| 10    | Jonatan Lindberg | Schweden           | 51:48,7    |

Datum: 7. Februar 2024

Es waren 99 Teilnehmer am Start.

Weitere Teilnehmer aus deutschsprachigen Ländern:

 Jon-Fadri Nufer: 11. Platz

 Tobias Ganner: 15. Platz

 Kilian Kehrer: 19. Platz

 Janne Walcher: 27. Platz

 David Fuchs: 35. Platz

 Roman Alder: 38. Platz

 Philipp Moosmayer: 41. Platz

 Tom Emilio Wagner: 44. Platz

 Niclas Steiger: 50. Platz

 Toni Rollinger: 55. Platz

### 10 km klassisch
| Platz | Sportler         | Land     | Zeit (min) |
| ----- | ---------------- | -------- | ---------- |
| 1     | Alvar Myhlback   | Schweden | 23:05,9    |
| 2     | Isai Näff        | Schweiz  | 23:58,3    |
| 3     | Mons Melbye      | Norwegen | 24:02,7    |
| 4     | Jørgen Nordhagen | Norwegen | 24:05,6    |
| 5     | Niclas Steiger   | Schweiz  | 24:06,6    |
| 6     | Filip Skari      | Norwegen | 24:29,9    |
| 7     | Anton Grahn      | Schweden | 24:30,0    |
| 8     | Lars Heggen      | Norwegen | 24:30,7    |
| 9     | Elias Danielsson | Schweden | 24:40,9    |
| 10    | Gabriele Matli   | Italien  | 24:52,1    |

Datum: 9. Februar 2024

Es waren 104 Teilnehmer am Start.

Weitere Teilnehmer aus deutschsprachigen Ländern:

 Jon-Fadri Nufer: 11. Platz

 Roman Alder: 12. Platz

 Philipp Moosmayer: 16. Platz

 Tom Emilio Wagner: 18. Platz

 Tobias Ganner: 25. Platz

 Toni Rollinger: 29. Platz

 Niklas Schmid: 30. Platz

 David Fuchs: 35. Platz

 Kilian Kehrer: 40. Platz

 Janne Walcher: 42. Platz

## Skilanglauf Juniorinnen

### Sprint Freistil
| Platz | Sportler                        | Land               |
| ----- | ------------------------------- | ------------------ |
| 1     | Gina del Rio                    | Andorra            |
| 2     | Sammy Smith                     | Vereinigte Staaten |
| 3     | Milla Grosberghaugen Andreassen | Norwegen           |
| 4     | Helene Ekrheim Haugen           | Norwegen           |
| 5     | Iris De Martin Pinter           | Italien            |
| 6     | Erica Lavén                     | Schweden           |
| 7     | Maria Gismondi                  | Italien            |
| 8     | Evelina Crüsell                 | Schweden           |
| 9     | Mina Sofie Kjærås Moland        | Norwegen           |
| 10    | Katja Veit                      | Deutschland        |
| 11    | Heidi Convard                   | Frankreich         |
| 12    | Anna Milerska                   | Tschechien         |

Datum: 5. Februar 2024

Es waren 84 Teilnehmerinnen am Start.

Weitere Teilnehmerinnen aus deutschsprachigen Ländern:

 Nadia Steiger: 19. Platz

 Anina Hutter: 27. Platz

 Maike Bogner: 28. Platz

 Heidi Bucher: 32. Platz

 Leandra Beck: 33. Platz

 Charlotte Böhme: 35. Platz

 Nadine Fercher: 36. Platz

### 20 km Freistil Massenstart
| Platz | Sportler                 | Land               | Zeit (min) |
| ----- | ------------------------ | ------------------ | ---------- |
| 1     | Maria Gismondi           | Italien            | 52:48,3    |
| 2     | Anniken Sand             | Norwegen           | 53:00,3    |
| 3     | Gina del Rio             | Andorra            | 53:09,3    |
| 4     | Evelina Crüsell          | Schweden           | 53:16,3    |
| 5     | Eva Ingebrigtsen         | Norwegen           | 53:20,2    |
| 6     | Hanna Engesaeter Soerbye | Norwegen           | 53:25,1    |
| 7     | Ava Thurston             | Vereinigte Staaten | 53:32,5    |
| 8     | Zuzanna Fujak            | Polen              | 53:35,6    |
| 9     | Iris De Martin Pinter    | Italien            | 53:39,9    |
| 10    | Léonie Perry             | Frankreich         | 53:42,4    |

Datum: 7. Februar 2024

Es waren 66 Teilnehmerinnen am Start.

Weitere Teilnehmerinnen aus deutschsprachigen Ländern:

 Ramona Schöpfer: 12. Platz

 Anina Hutter: 26. Platz

 Nadia Steiger: 32. Platz

 Magdalena Richter: 33. Platz

 Charlotte Böhme: 37. Platz

 Nadine Fercher: 49. Platz

 Anna-Lena Taxer: 52. Platz

### 10 km klassisch
| Platz | Sportler                        | Land               | Zeit (min) |
| ----- | ------------------------------- | ------------------ | ---------- |
| 1     | Evelina Crüsell                 | Schweden           | 26:40,1    |
| 2     | Gina del Rio                    | Andorra            | 26:48,6    |
| 3     | Anniken Sand                    | Norwegen           | 27:03,5    |
| 4     | Milla Grosberghaugen Andreassen | Norwegen           | 27:23,2    |
| 5     | Oline Vestad                    | Norwegen           | 27:27,2    |
| 6     | Sammy Smith                     | Vereinigte Staaten | 27:30,4    |
| 7     | Iris De Martin Pinter           | Italien            | 27:31,9    |
| 8     | Eva Ingebrigtsen                | Norwegen           | 27:37,9    |
| 9     | Charlotte Böhme                 | Deutschland        | 27:46,1    |
| 10    | Mira Göransson                  | Schweden           | 27:49,1    |

Datum: 9. Februar 2024

Es waren 82 Teilnehmerinnen am Start.

Weitere Teilnehmerinnen aus deutschsprachigen Ländern:

 Ramona Schöpfer: 19. Platz

 Heidi Bucher: 20. Platz

 Katja Veit: 29. Platz

 Anina Hutter: 33. Platz

 Nadia Steiger: 34. Platz

 Magdalena Richter: 40. Platz

 Miriam Pontasch: 44. Platz

 Nadine Fercher: 45. Platz

 Leandra Beck: 46. Platz

 Maike Bogner: 47. Platz

## Skilanglauf Junioren Mixed

### 4 × 5-km-Staffel
| Platz | Sportler                                                                  | Land               | Gesamtzeit (min) |
| ----- | ------------------------------------------------------------------------- | ------------------ | ---------------- |
| 1     | Anton Grahn Mira Göransson Alvar Myhlback Evelina Crüsell                 | Schweden           | 50:35,2          |
| 2     | Mons Melbye Anniken Sand Jørgen Nordhagen Milla Grosberghaugen Andreassen | Norwegen           | 50:49,1          |
| 3     | Davide Ghio Iris De Martin Pinter Aksei Artusi Maria Gismondi             | Italien            | 51:20,3          |
| 4     | Zachary Jayne Sammy Smith Jack Lange Ava Thurston                         | Vereinigte Staaten | 51:35,0          |
| 5     | Milhan Laissus Léonie Perry Charly Deuffic Heidi Convard                  | Frankreich         | 52:08,7          |
| 6     | Tom Emilio Wagner Charlotte Böhme Philipp Moosmayer Katja Veit            | Deutschland        | 52:35,5          |
| 7     | Niclas Steiger Nadia Steiger Isai Näff Ramona Schöpfer                    | Schweiz            | 52:39,5          |
| 8     | Jiří Tuž Anna Jaklova David Pesta Anna Milerska                           | Tschechien         | 53:45,1          |
| 9     | Tobias Ganner Heidi Bucher Kilian Kehrer Maike Bogner                     | Österreich         | 54:11,1          |
| 10    | Niilo Makinen Nora Kytaja Jalmari Bergqvist Silva Kemppi                  | Finnland           | 54:38,9          |

Datum: 11. Februar 2024

## Nordische Kombination Junioren

### Gundersen (Normalschanze HS 102/10 km)
| Platz | Sportler                | Land        | Punkte | Gesamtzeit (min) |
| ----- | ----------------------- | ----------- | ------ | ---------------- |
| 1     | Paul Walcher            | Österreich  | 127,2  | 25:51,3          |
| 2     | Tristan Sommerfeldt     | Deutschland | 110,7  | 26:08,1          |
| 3     | Jens Dahlseide Kvamme   | Norwegen    | 115,4  | 26:10,8          |
| 4     | Richard Stenzel         | Deutschland | 113,0  | 26:26,2          |
| 5     | Jonas Fischbacher       | Österreich  | 115,2  | 26:26,7          |
| 6     | Jørgen Berget Storsveen | Norwegen    | 112,6  | 26:29,3          |
| 7     | Andreas Gfrerer         | Österreich  | 116,7  | 26:36,5          |
| 8     | Jonathan Gräbert        | Deutschland | 114,9  | 27:13,7          |
| 9     | Eidar Johan Strøm       | Norwegen    | 107,1  | 27:28,3          |
| 10    | Jiří Konvalinka         | Tschechien  | 108,5  | 27:30,2          |

Datum: 9. Februar 2024

### Teamsprint (Normalschanze HS 102/2 × 7,5km)
| Platz | Sportler                                      | Land        | Punkte | Gesamtzeit (min) |
| ----- | --------------------------------------------- | ----------- | ------ | ---------------- |
| 1     | Richard Stenzel Tristan Sommerfeldt           | Deutschland | 245,9  | 30:51,6          |
| 2     | Jonas Fischbacher Paul Walcher                | Österreich  | 237,5  | 30:56,7          |
| 3     | Jørgen Berget Storsveen Jens Dahlseide Kvamme | Norwegen    | 233,4  | 31:39,0          |
| 4     | Kyotaro Yamazaki Atsushi Narita               | Japan       | 233,1  | 31:39,5          |
| 5     | Lukáš Doležal Jiří Konvalinka                 | Tschechien  | 230,2  | 32:11,5          |
| 6     | Lilian Treand Lubin Martin                    | Frankreich  | 206,1  | 32:25,1          |

Datum: 11. Februar 2024

## Nordische Kombination Juniorinnen

### Gundersen (Normalschanze HS 102/5 km)
| Platz | Sportler            | Land               | Punkte | Gesamtzeit (min) |
| ----- | ------------------- | ------------------ | ------ | ---------------- |
| 1     | Minja Korhonen      | Finnland           | 104,5  | 15:24,7          |
| 2     | Alexa Brabec        | Vereinigte Staaten | 97,1   | 15:26,2          |
| 3     | Ronja Loh           | Deutschland        | 111,8  | 15:35,7          |
| 4     | Yuzuka Fujiwara     | Japan              | 93,1   | 15:56,6          |
| 5     | Ingrid Låte         | Norwegen           | 114,2  | 15:58,6          |
| 6     | Kai McKinnon        | Vereinigte Staaten | 94,3   | 16:04,7          |
| 7     | Hazuki Ikeda        | Japan              | 96,2   | 16:14,1          |
| 8     | Anna-Sophia Gredler | Österreich         | 96,4   | 16:17,2          |
| 9     | Sofia Eggensberger  | Deutschland        | 94,5   | 16:26,9          |
| 10    | Anne Häckel         | Deutschland        | 101,6  | 16:28,4          |

Datum: 9. Februar 2024

### Teamsprint (Normalschanze HS 102/2 × 4,5km)
| Platz | Sportler                        | Land               | Punkte | Gesamtzeit (min) |
| ----- | ------------------------------- | ------------------ | ------ | ---------------- |
| 1     | Hazuki Ikeda Yuzuka Fujiwara    | Japan              | 205,2  | 22:22,9          |
| 2     | Alexa Brabec Kai McKinnon       | Vereinigte Staaten | 196,5  | 22:23,6          |
| 3     | Anna-Sophia Gredler Laura Pletz | Österreich         | 178,9  | 22:50,8          |
| 4     | Heta Hirvonen Minja Korhonen    | Finnland           | 201,7  | 23:16,8          |
| 5     | Anne Häckel Ronja Loh           | Deutschland        | 218,0  | 23:43,7          |
| 6     | Greta Pinzani Giada Delugan     | Italien            | 218,0  | 23:45,5          |

Datum: 10. Februar 2024

## Nordische Kombination Mixed

### Mannschaft (Normalschanze HS 102/4 × 5km)
| Platz | Sportler                                                               | Land        | Punkte | Gesamtzeit (min) |
| ----- | ---------------------------------------------------------------------- | ----------- | ------ | ---------------- |
| 1     | Richard Stenzel Anne Häckel Ronja Loh Tristan Sommerfeldt              | Deutschland | 459,7  | 41:26,5          |
| 2     | Kyotoro Yamazaki Hazuki Ikeda Yuzuka Fujiwara Atsushi Narita           | Japan       | 424,1  | 41:53,7          |
| 3     | Even Leinan Lund Ingrid Låte Nora Helene Evans Jørgen Berget Storsveen | Norwegen    | 422,0  | 42:28,7          |
| 4     | Jonas Fischbacher Anna-Sophia Gredler Katharina Gruber Paul Walcher    | Österreich  | 385,6  | 43:06,5          |
| 5     | Lubin Martin Marion Droz Vincent Romane Baud Lilian Treand             | Frankreich  | 381,8  | 43:06,9          |
| 6     | Herman Happonen Nonna Laitinen Heta Hirvonen Valtteri Holopainen       | Finnland    | 368,3  | 44:24,0          |

Datum: 7. Februar 2024

## Skispringen Junioren

### Normalschanze
| Platz | Athlet                | Land               | Weite 1              | Punkte 1             | Weite 2       | Punkte 2      | Gesamt |
| ----- | --------------------- | ------------------ | -------------------- | -------------------- | ------------- | ------------- | ------ |
| 1     | Stephan Embacher      | Österreich         | 97,0 m               | 131,6                | 103,5 m       | 135,1         | 266,7  |
| 2     | Erik Belshaw          | Vereinigte Staaten | 94,5 m               | 121,5                | 104,5 m       | 144,4         | 265,9  |
| 3     | Adrian Tittel         | Deutschland        | 98,5 m               | 123,6                | 101,0 m       | 135,7         | 259,3  |
| 4     | Simon Steinberger     | Österreich         | 95,0 m               | 121,1                | 97,5 m        | 132,9         | 254,0  |
| 5     | Tymoteusz Amilkiewicz | Polen              | 95,5 m               | 122,5                | 96,0 m        | 125,4         | 247,9  |
| 6     | Johannes Pölz         | Österreich         | 91,0 m               | 112,9                | 100,5 m       | 130,9         | 243,8  |
| 7     | Łukasz Łukaszczyk     | Polen              | 93,5 m               | 116,7                | 94,0 m        | 126,9         | 243,6  |
| 8     | Danil Wassiljew       | Kasachstan         | 90,0 m               | 113,9                | 97,0 m        | 128,3         | 242,2  |
| 9     | Jaka Drinovec         | Slowenien          | 92,0 m               | 112,8                | 95,0 m        | 126,8         | 239,6  |
| 10    | Yanick Wasser         | Schweiz            | 93,5 m               | 114,8                | 95,0 m        | 124,7         | 239,5  |
| 11    | Kaimar Vagul          | Estland            |                      |                      |               |               |        |
| 12    | Fabian Held           | Österreich         |                      |                      |               |               |        |
| 13    | Isak Andreas Langmo   | Norwegen           |                      |                      |               |               |        |
| 14    | Ilja Misernych        | Kasachstan         |                      |                      |               |               |        |
| 15    | Rok Masle             | Slowenien          |                      |                      |               |               |        |
| 16    | Ziga Jancar           | Slowenien          |                      |                      |               |               |        |
| 17    | Ben Bayer             | Deutschland        |                      |                      |               |               |        |
| 18    | Jannik Faißt          | Deutschland        |                      |                      |               |               |        |
| 19    | Enej Faletic          | Slowenien          |                      |                      |               |               |        |
| 20    | Vilho Palosaari       | Finnland           |                      |                      |               |               |        |
| 21    | Felix Trunz           | Schweiz            |                      |                      |               |               |        |
| 22    | Juri Kesseli          | Schweiz            |                      |                      |               |               |        |
| 23    | Jason Colby           | Vereinigte Staaten |                      |                      |               |               |        |
| 24    | Asahi Sakano          | Japan              |                      |                      |               |               |        |
| 25    | Alex Reiter           | Deutschland        |                      |                      |               |               |        |
| 26    | Kacper Tomasiak       | Polen              |                      |                      |               |               |        |
| 27    | Klemens Joniak        | Polen              |                      |                      |               |               |        |
| 28    | Tomas Kuisma          | Finnland           |                      |                      |               |               |        |
| 29    | Swjatoslaw Nasarenko  | Kasachstan         |                      |                      |               |               |        |
| 30    | Josef Buchar          | Tschechien         |                      |                      |               |               |        |
| 31    | Masaki Nakamura       | Japan              |                      |                      | ausgeschieden | ausgeschieden |        |
| 32    | Daniel Škarka         | Tschechien         |                      |                      | ausgeschieden | ausgeschieden |        |
| 33    | Julien Gay            | Frankreich         |                      |                      | ausgeschieden | ausgeschieden |        |
| 34    | Mykola Smyk           | Ukraine            |                      |                      | ausgeschieden | ausgeschieden |        |
| 35    | Mircea Stefan Jipescu | Rumänien           |                      |                      | ausgeschieden | ausgeschieden |        |
| 36    | Tuomas Kinnunen       | Finnland           |                      |                      | ausgeschieden | ausgeschieden |        |
| 37    | Karl Haugen Kleppa    | Norwegen           |                      |                      | ausgeschieden | ausgeschieden |        |
| 38    | Hektor Kapustík       | Slowakei           |                      |                      | ausgeschieden | ausgeschieden |        |
| 39    | Tuomas Meis           | Finnland           |                      |                      | ausgeschieden | ausgeschieden |        |
| 40    | Faustin Moureaux      | Frankreich         |                      |                      | ausgeschieden | ausgeschieden |        |
| 41    | Ari Repellin          | Frankreich         |                      |                      | ausgeschieden | ausgeschieden |        |
| 42    | Tobias Fröier         | Schweden           |                      |                      | ausgeschieden | ausgeschieden |        |
| 43    | Sebastien Woodbridge  | Frankreich         |                      |                      | ausgeschieden | ausgeschieden |        |
| 44    | Sunwoong Jang         | Südkorea           |                      |                      | ausgeschieden | ausgeschieden |        |
| 45    | Marius Sieber         | Schweiz            |                      |                      | ausgeschieden | ausgeschieden |        |
| 46    | Maximilian Gartner    | Italien            |                      |                      | ausgeschieden | ausgeschieden |        |
| 47    | David Rygl            | Tschechien         |                      |                      | ausgeschieden | ausgeschieden |        |
| 48    | Martino Zambenedetti  | Italien            |                      |                      | ausgeschieden | ausgeschieden |        |
| 49    | Haruto Nishikata      | Japan              |                      |                      | ausgeschieden | ausgeschieden |        |
| 50    | Jan Osmera            | Tschechien         |                      |                      | ausgeschieden | ausgeschieden |        |
| 51    | Denys Zwietkow        | Ukraine            |                      |                      | ausgeschieden | ausgeschieden |        |
| 52    | Seungchan Yang        | Südkorea           |                      |                      | ausgeschieden | ausgeschieden |        |
| 53    | Tarik VanWieren       | Kanada             |                      |                      | ausgeschieden | ausgeschieden |        |
| 54    | Seigo Sasaki          | Japan              |                      |                      | ausgeschieden | ausgeschieden |        |
| 55    | Erik Kapias           | Slowakei           |                      |                      | ausgeschieden | ausgeschieden |        |
| 56    | Maxim Glyvka          | Vereinigte Staaten |                      |                      | ausgeschieden | ausgeschieden |        |
| 57    | Moise Alexandru Folea | Rumänien           |                      |                      | ausgeschieden | ausgeschieden |        |
| 58    | Wassil Buchonko       | Ukraine            |                      |                      | ausgeschieden | ausgeschieden |        |
| 59    | Robert Cosmin Drecea  | Rumänien           |                      |                      | ausgeschieden | ausgeschieden |        |
| —     | Tate Frantz           | Vereinigte Staaten | Disqualifiziert      | Disqualifiziert      | ausgeschieden | ausgeschieden | DSQ    |
| —     | Fabian Østvold        | Norwegen           | Disqualifiziert      | Disqualifiziert      | ausgeschieden | ausgeschieden | DSQ    |
| —     | Johannes Årdal        | Norwegen           | Disqualifiziert      | Disqualifiziert      | ausgeschieden | ausgeschieden | DSQ    |
| —     | Rickard Nyström       | Schweden           | Disqualifiziert      | Disqualifiziert      | ausgeschieden | ausgeschieden | DSQ    |
| —     | Iustin Comanescu      | Rumänien           | Keine Starterlaubnis | Keine Starterlaubnis | ausgeschieden | ausgeschieden | NPS    |
| —     | Ilschat Kadyrow       | Kasachstan         | Keine Starterlaubnis | Keine Starterlaubnis | ausgeschieden | ausgeschieden | NPS    |
| —     | Jakub Karkalik        | Slowakei           | Keine Starterlaubnis | Keine Starterlaubnis | ausgeschieden | ausgeschieden | NPS    |
| —     | Andero Kapp           | Estland            | Keine Starterlaubnis | Keine Starterlaubnis | ausgeschieden | ausgeschieden | NPS    |

Datum: 8. Februar 2024

### Mannschaftsspringen Normalschanze
| Platz | Sportler                                                             | Land               | Weite 1                     | Weite 2                     | Punkte |
| ----- | -------------------------------------------------------------------- | ------------------ | --------------------------- | --------------------------- | ------ |
| 1     | Simon Steinberger Fabian Held Johannes Pölz Stephan Embacher         | Österreich         | 95,0 m 93,5 m 96,5 m 93,0 m | 95,0 m 98,5 m 98,0 m        | 934,3  |
| 2     | Ben Bayer Alex Reiter Jannik Faisst Adrian Tittel                    | Deutschland        | 93,5 m 95,5 m 96,0 m 97,5 m | 93,5 m 94,0 m 97,0 m 98,5 m | 923,6  |
| 3     | Łukasz Łukaszczyk Marcin Wróbel Klemens Joniak Tymoteusz Amilkiewicz | Polen              | 92,0 m 90,5 m 92,5 m 94,5 m | 93,0 m 94,0 m 93,0 m 93,5 m | 873,3  |
| 4     | Ziga Jancar Rok Masle Jaka Drinovec Enej Faletic                     | Slowenien          | 88,5 m 93,5 m 94,0 m 91,5 m | 88,5 m 95,0 m 95,5 m 94,0 m | 864,4  |
| 5     | Felix Trunz Marius Sieber Juri Kesseli Yannick Wasser                | Schweiz            | 91,5 m 89,5 m 93,5 m 90,0 m | 94,0 m 90,0 m 96,0 m 97,0 m | 862,4  |
| 6     | Erik Belshaw Jason Colby Sawyer Graves Tate Frantz                   | Vereinigte Staaten | 93,5 m 92,0 m 74,5 m 97,5 m | 98,0 m 93,5 m 78,5 m 98,0 m | 830,3  |

Datum: 10. Februar 2024

## Skispringen Juniorinnen

### Normalschanze
| Platz | Athlet                     | Land               | Weite 1         | Punkte 1        | Weite 2 | Punkte 2 | Gesamt |
| ----- | -------------------------- | ------------------ | --------------- | --------------- | ------- | -------- | ------ |
| 1     | Tina Erzar                 | Slowenien          |                 |                 |         |          |        |
| 2     | Julia Mühlbacher           | Österreich         |                 |                 |         |          |        |
| 3     | Taja Bodlaj                | Slowenien          |                 |                 |         |          |        |
| 4     | Kurumi Ichinohe            | Japan              |                 |                 |         |          |        |
| 5     | Veronika Jenčová           | Tschechien         |                 |                 |         |          |        |
| 6     | Sina Arnet                 | Schweiz            |                 |                 |         |          |        |
| 7     | Alvine Holz                | Deutschland        |                 |                 |         |          |        |
| 8     | Klára Ulrichová            | Tschechien         |                 |                 |         |          |        |
| 9     | Kjersti Græsli             | Norwegen           |                 |                 |         |          |        |
| 10    | Ingvild Synnøve Midtskogen | Norwegen           |                 |                 |         |          |        |
| 11    | Josie Johnson              | Vereinigte Staaten |                 |                 |         |          |        |
| 12    | Lilou Zepchi               | Frankreich         |                 |                 |         |          |        |
| 13    | Emely Torazza              | Schweiz            |                 |                 |         |          |        |
| 14    | Ajda Košnjek               | Slowenien          |                 |                 |         |          |        |
| 15    | Jerica Jesenko             | Slowenien          |                 |                 |         |          |        |
| 16    | Yuzuki Sato                | Japan              |                 |                 |         |          |        |
| 17    | Anna-Fay Scharfenberg      | Deutschland        |                 |                 |         |          |        |
| 18    | Riko Iwasaki               | Japan              |                 |                 |         |          |        |
| 19    | Noelia Vührich             | Italien            |                 |                 |         |          |        |
| 20    | Kim Amy Duschek            | Deutschland        |                 |                 |         |          |        |
| 21    | Martina Zanitzer           | Italien            |                 |                 |         |          |        |
| 22    | Pola Bełtowska             | Polen              |                 |                 |         |          |        |
| 23    | Sahra Schuller             | Österreich         |                 |                 |         |          |        |
| 24    | Tamara Mesíková            | Slowakei           |                 |                 |         |          |        |
| 25    | Wiktoria Przybyła          | Polen              |                 |                 |         |          |        |
| 26    | Meghann Wadsak             | Österreich         |                 |                 |         |          |        |
| 27    | Sara Pokorny               | Österreich         |                 |                 |         |          |        |
| 28    | Megi Lou Schmidt           | Deutschland        |                 |                 |         |          |        |
| 29    | Aljona Swiridenko          | Kasachstan         |                 |                 |         |          |        |
| 30    | Simone Buff                | Schweiz            |                 |                 |         |          |        |
| 31    | Alessia Mîțu-Coșca         | Rumänien           |                 |                 |         |          |        |
| 32    | Delia Anamaria Folea       | Rumänien           |                 |                 |         |          |        |
| 33    | Mathilde Årva Selbekk      | Norwegen           |                 |                 |         |          |        |
| 34    | Sandra Sproch              | Vereinigte Staaten |                 |                 |         |          |        |
| 35    | Estella Hassrick           | Vereinigte Staaten |                 |                 |         |          |        |
| 36    | Natalia Słowik             | Polen              |                 |                 |         |          |        |
| 37    | Celina Wasser              | Schweiz            |                 |                 |         |          |        |
| 38    | Tetjana Pylyptschuk        | Ukraine            |                 |                 |         |          |        |
| 39    | Aino Kanervala             | Finnland           |                 |                 |         |          |        |
| 40    | Camilla Henni Comazzi      | Italien            |                 |                 |         |          |        |
| 41    | Mathilde Bacconnier        | Frankreich         |                 |                 |         |          |        |
| 42    | Jenny Forsberg             | Schweden           |                 |                 |         |          |        |
| 43    | Alva Thors                 | Finnland           |                 |                 |         |          |        |
| 44    | Sara Tajner                | Polen              |                 |                 |         |          |        |
| 45    | Marie Thomas Couturaud     | Frankreich         |                 |                 |         |          |        |
| 46    | Mei Hasegawa               | Japan              |                 |                 |         |          |        |
| 47    | Schanna Hluchowa           | Ukraine            |                 |                 |         |          |        |
| 48    | Wiktorija Rulewa           | Kasachstan         |                 |                 |         |          |        |
| 49    | Sofija Schischkina         | Kasachstan         |                 |                 |         |          |        |
| 50    | Marie Liane                | Norwegen           |                 |                 |         |          |        |
| 51    | Natalie Nejedlova          | Tschechien         |                 |                 |         |          |        |
| 52    | Mariana Onufrak            | Ukraine            |                 |                 |         |          |        |
| 53    | Marija Judakowa            | Kasachstan         |                 |                 |         |          |        |
| 54    | Darina Iltschuk            | Ukraine            |                 |                 |         |          |        |
| —     | Emilia Vidgren             | Finnland           | Disqualifiziert | Disqualifiziert | DSQ     |          |        |
| —     | Nonna Laitinen             | Finnland           | Nicht gestartet | Nicht gestartet | DNS     |          |        |

Datum: 7. Februar 2024

### Mannschaftsspringen Normalschanze
| Platz | Sportler                                                           | Land        | Weite 1                     | Weite 2                      | Punkte |
| ----- | ------------------------------------------------------------------ | ----------- | --------------------------- | ---------------------------- | ------ |
| 1     | Ajda Košnjek Jerica Jesenko Taja Bodlaj Tina Erzar                 | Slowenien   | 88,0 m 91,5 m 95,0 m 94,0 m | 88,5 m 90,5 m 98,0 m 100,5 m | 906,5  |
| 2     | Yuzuki Sato Mei Hasegawa Riko Iwasaki Kurumi Ichinohe              | Japan       | 84,5 m 75,5 m 88,0 m 92,5 m | 87,5 m 77,5 m 91,5 m 96,0 m  | 791,9  |
| 3     | Anna-Fay Scharfenberg Kim Amy Duschek Megi Lou Schmidt Alvine Holz | Deutschland | 86,0 m 88,5 m 81,0 m 91,5 m | 90,0 m 86,5 m 87,0 m 94,0 m  | 786,1  |
| 4     | Sahra Schuller Meghann Wadsak Sarah Pokorny Julia Mühlbacher       | Österreich  | 85,0 m 78,0 m 88,5 m 95,5 m | 88,0 m 82,0 m 87,5 m 97,5 m  | 768,9  |
| 5     | Emely Torazza Celina Wasser Simone Buff Sina Arnet                 | Schweiz     | 91,0 m 78,0 m 82,5 m 92,0 m | 90,0 m 76,5 m 85,5 m 90,0 m  | 753,7  |
| 6     | Camilla Henni Comazzi Anna Senoner Martina Zanitzer Noelia Vuerich | Italien     | 78,0 m 87,0 m 88,5 m 85,0 m | 74,5 m 87,0 m 93,0 m 89,0 m  | 735,8  |

Datum: 9. Februar 2024

## Skispringen Mixed

### Mannschaftsspringen Normalschanze
| Platz | Sportler                                                                         | Land               | Weite 1                     | Weite 2                      | Punkte |
| ----- | -------------------------------------------------------------------------------- | ------------------ | --------------------------- | ---------------------------- | ------ |
| 1     | Julia Mühlbacher Johannes Pölz Sahra Schuller Stephan Embacher                   | Österreich         | 95,5 m 97,0 m 87,0 m 99,0 m | 97,0 m 100,0 m 89,0 m 97,5 m | 930,2  |
| 2     | Taja Bodlaj Jaka Drinovec Tina Erzar Rok Masle                                   | Slowenien          | 98,0 m 96,0 m 97,5 m 89,5 m | 97,0 m 95,5 m 96,0 m 90,5 m  | 926,2  |
| 3     | Anna-Fay Scharfenberg Jannik Faisst Alvine Holz Adrian Tittel                    | Deutschland        | 90,0 m 97,5 m 93,5 m 96,0 m | 87,5 m 97,5 m 94,0 m 96,5 m  | 910,5  |
| 4     | Emely Torazza Felix Trunz Sina Arnet Yanick Wasser                               | Schweiz            | 90,5 m 96,5 m 91,0 m 93,0 m | 91,5 m 91,5 m 93,0 m 92,0 m  | 882,9  |
| 5     | Sandra Sproch Tate Frantz Josie Johnson Erik Belshaw                             | Vereinigte Staaten | 84,5 m 94,0 m 92,5 m 98,5 m | 84,5 m 95,0 m 98,0 m 97,0 m  | 873,2  |
| 6     | Kjersti Græsli Karl Haugen Kleppa Ingvild Synnøve Midtskogen Isak Andreas Langmo | Norwegen           | 96,5 m 89,0 m 91,0 m 88,0 m | 97,5 m 91,5 m 95,0 m 91,0 m  | 864,8  |

Datum: 11. Februar 2024